# Metagonia maya
Metagonia maya là một loài nhện trong họ Pholcidae. Loài này được phát hiện ở México.